# Madan no Ichi
Madan no Ichi (魔男のイチ?) è un manga shōnen scritto da Osamu Nishi e disegnato da Shiro Usazaki. L'opera viene serializzata sulla rivista Weekly Shōnen Jump di Shūeisha a partire dal 9 settembre 2024.

## Trama
In un mondo in cui la magia è viva e solo le donne sono in grado di controllarla, Ichi, un cacciatore che ha vissuto la maggior parte della sua vita da solo in montagna, diventa il primo uomo a poter controllare la magia dopo aver ucciso una creatura magica denominata Majik.

## Personaggi

### Team Desscarras
Ichi (イチ?)
Ichi è il protagonista della serie. È un cacciatore selvaggio proveniente dalla Montagna dei Druidi. Fu abbandonato dai suoi genitori quando aveva sei anni, il che lo costrinse a imparare a cacciare per sopravvivere. Inizialmente, era autodidatta, ma in seguito imparò anche da un viaggiatore di nome Minakata. Interrompe la battaglia tra Uroro e Desscaras, salvando quest'ultima superando la prova del primo perché era esentato dalla restrizione di Uroro secondo cui nessuna donna poteva danneggiare il suo cuore. Di conseguenza, Ichi acquisì il potere di Uroro e divenne il primo stregone maschio della storia. Viene cosi reclutato da Desscaras per diventare il suo assistente, formando un gruppo che caccia Majik ostili gli umani insieme a lei e Kumugi. Cresciuto per la maggior parte della sua vita in montagna, Ichi ha sviluppato una passione per la caccia, eccitandosi quando caccia una preda forte. Come cacciatore, Ichi segue rigorosamente il principio della "morte per morte", caccia solo animali destinati a essere mangiati o che mettono in pericolo gli umani, che applica anche quando caccia Majik. La sua educazione ha anche portato Ichi a sviluppare un senso del combattimento, in grado di percepire la sete di sangue o l'intento omicida e reagire istintivamente ad esso.
Desscaras (デスカラス?, Desukarasu)
La strega abissale e ampiamente conosciuta come la strega più potente. Ichi la salva quando viene messa all'angolo da Uroro a causa della restrizione della sua prova che non consente a una donna di danneggiare il suo cuore. Recluta Ichi sia affinché diventi il suo assistente, sia per sorvegliare Uroro che Ichi aveva acquisito come sua magia, aiutandola anche a cacciare altri Majik. Una volta che Ichi vien riconosciuto come strega, lei e Ichi, insieme a Kumugi, formano una squadra dedita a cacciare Majik che danneggiano gli umani. Strega prodigio sicura di sé, assertiva e un po' narcisista, Desscaras inizialmente preferiva lavorare da sola, rifiutando qualsiasi aiuto perché credeva che l'avrebbe solo rallentata. La sua tendenza a fare le cose a modo suo ha portato le altre streghe dell'associazione a considerarla una risorsa preziosa. Sotto il suo aspetto duro, Desscaras è di buon cuore e si prende sempre cura dei suoi compagni. Si è gradualmente affezionata a Ichi perché le ricordava il suo defunto fratello minore, Libro, che era stato ucciso da un majik 15 anni prima. Di conseguenza, Desscaras ha sviluppato un rancore verso i majik ed è determinata a fermarli. Fedele al suo nome di strega più potente, Desscaras ha acquisito innumerevoli majik a sua disposizione.
Kumugi (クムギ?)
Kumugi è un strega cadetta a cui manca la fiducia in se stessa. Viene costretta a far parte del team per sorvegliare Ichi e fare osservazioni su di lui. Manca di autostima perché  era guardata dall'alto in basso dai suoi coetanei fin da piccola, nonostante i suoi sforzi, e aveva una scarsa attitudine per la magia offensiva, con la sua specialità nella magia quotidiana. Di conseguenza, si è unita al club di ricerca in modo da poter trascorrere le sue giornate a fare ricerche e non dover uscire e combattere. Inizialmente aveva paura di Ichi per la sua audacia, ma presto gli si affeziona dopo che lui ha apprezzato i suoi gesti semplici ma gentili. Ha una sacca magica che può contenere più oggetti di quanti ne sembri, compresi oggetti che sembrano troppo grandi per essa.
Gokuraku Kagami (ゴクラク・カガミ?)
Noto come "Gokuraku il Brutalizzatore", è un giovane uomo che è sulla lista ufficiale delle persone pericolose dell'associazione delle streghe e un noto criminale nella terra di Bakugami per aver ripetutamente tentato di uccidere il majik dormiente Bakugami .È il fratello minore della principessa Richia, il che lo rende il principe del paese di Bakugami. Desidera diventare una strega per ottenere Bakugami, e quindi sfida e picchia qualsiasi majik incontri. Fedele al suo titolo, ha brutalmente picchiato i majik che ha incontrato ripetutamente per superare le loro prove, ma a causa dell'assenza di poteri magici, non è in grado di ottenerli, nonostante abbia soddisfatto le condizioni per superarli. Quando incontra Ichi, Gokuraku chiede a Ichi di aiutarlo ad acquisire il majik dormiente. Affronta quindi la prova insieme a Ichi, sopportando il dolore accumulato al posto di quest'ultimo. Riesce infine a superare la prova, permettendo a Ichi di acquisire Bakugami. Si unisce quindi ufficialmente al gruppo di Ichi come assistente speciale di creatore di oggetti magici.

### Streghe
Monegold (マネーゴールド?, Manēgōrudo)
La strega aurea e una delle streghe di rango più alto nell'associazione, il che la rende superiore a Desscaras e Togeice.
Shirabedonna (シラベドンナ?)
La strega analitica e la supervisore del club del club di ricerca nonché la maestra di Kumugi. È una delle streghe più intelligenti dell'associazione, al punto che tutte le streghe dell'associazione hanno concordato senza esitazione con il risultato della sua analisi. È lei che ha garantito per Ichi dopo il suo test dimostrativo, consentendogli di essere approvato nell'associazione come strega.
Chikutoge Togeice (チクトゲ トゲアイス?)
La strega della neve argentata specializzata nella magia del ghiaccio. È una delle streghe più dotate di talento naturale, avendo acquisito 17 majik in totale e, insieme a Desscaras, è diventata la strega più giovane nella storia a guadagnarsi il titolo a soli 11 anni. La sua dedizione all'associazione l'ha anche resa una candidata a diventare succeditrice di Monegold. Perfezionista stacanovista, Togeice è molto severa nel sostenere e promuovere la buona immagine dell'associazione imponendo la disciplina alle sue compagne streghe, in particolare alle sue studentesse. Ciò la porta spesso a scontrarsi con Desscaras che spesso ignora le regole. Nonostante la sua severità, Togeice si prende cura delle sue compagne. La sua insistenza nel mantenere un aspetto dignitoso è il suo modo di prendersi cura delle persone che la circondano, guadagnandosi l'ammirazione delle sue studenti. Ha un pessimo senso dell'orientamento, spesso va nella direzione opposta alla sua destinazione prevista anche quando sono a breve distanza, il che è diventato una gag ricorrente nella serie.
Jikishirone (ジキシローネ?)
La strega oracolo che è in grado di vedere il futuro sotto forma di profezia. In origine è una ragazza che era stata in coma per un decennio fino a quando non è stata costretta a superare la prova del Majik delle profezie, che l'ha portata a essere posseduta dal majik e la sua coscienza è rimasta nascosta, con il Majik che ha preso completamente il controllo del suo corpo e della sua identità. È una delle majik che collaborano volentieri con le streghe condividendo le sue profezie. Fu lei a profetizzare la fine del "Majik che odia il mondo" per mano di Ichi, a costo della vita di quest'ultimo.
Spica Harvest (スピカ・ハーヴェスト?, Supika Hāvesuto)
Sorella di Kumugi, di due anni più grande; è il Capo della Sezione 1 del Dipartimento Ispezioni dell'Associazione delle Streghe di Mantinel. Quando Kumugi da bambina fallì nel lanciare un incantesimo che avrebbe acceso una lampadina, la lampadina esplose, facendo perdere a Spica l'occhio destro. Da allora, Spica ha usato quell'incidente per bullizzare Kumugi sfruttando il suo senso di colpa.

### Majik
Esseri soprannaturali fatti di magia che rappresentano aspetti della natura e della magia stessa. Offrono prove agli umani in base alle quali donano loro i loro poteri. L'unico modo per sconfiggere un Majik è completare la sua prova. Se un Majik viene sconfitto, il suo corpo diventerà in genere una pietra magica con il suo canto inciso al suo interno (Uroro è un'eccezione), e verrà liberato una volta che il suo padrone morirà, quindi questo lo metterà fuori gioco solo per il resto della vita del suo padrone.
King Uroro (王の魔法?)Re Uroro o semplicemente chiamato Uroro, è tristemente noto come il Re Majik, il peggior tipo di Majik che odia l'umanità. Ichi lo trova addormentato nella Montagna dei Druidi prima che combattesse contro Desscaras. La prova per ottenerlo era quella di fermargli il cuore, ma nessuna strega è riuscita ad ottenerlo per mille anni a causa della restrizione secondo cui nessuna donna poteva scalfirgli il cuore. Durante la sua battaglia contro Desscaras, viene catturato dalla trappola di Ichi che gli trafisse il cuore, venendo ottenuto da Ichi, che diventa cosi il primo stregone maschio. Sebbene Majik diventino generalmente una pietra preziosa una volta superata la prova, Uroro diventa invece una piccolo blob che occasionalmente esce dal corpo di Ichi e molte volte cerca di convincerlo ad andare contro altre streghe nella speranza che sarebbe stato liberato una volta morto Ichi. Il suo nome scientifico è Ultra-Amplification Majik, che consente a Ichi di amplificare un incantesimo al massimo grado, ma ciò avviene al costo di farlo addormentare per tre giorni ogni volta che attiva il potere di Uroro.
Inazuri (雷狐?)
Classificato come Raiko Majik (雷狐の魔法?, Raiko no Mahō), è un Majik dei fulmini e il secondo Majik acquisito da Ichi. Ha l'aspetto di una grande volpe con cinque code costantemente circondata da scintille di fulmini attorno al corpo. La sua prova di acquisizione richiede che qualcuno rubi il gioiello del cuore che porta al collo, senza essere colpito da nessuno dei suoi fulmini. Ichi lo ha facilmente acquisito dopo aver usato una trappola che di solito usava per neutralizzare le volpi.
Odiatore del Mondo (反世界の魔法?, Hansekai no Mahō)Noto anche come God Majik, è majik di livello S con la capacità di ritagliare e avvolgere pezzi di mondo. È il peggiore nemico dell'Associazione delle Streghe di Mantinel. 15 anni prima della storia, ha deformato due città che aveva ricoperto con la sua barriera, uccidendo tutti gli esseri viventi al loro interno, incluso il fratello minore di Desscaras, Libro. È riapparso nella città di Hoitaka per deformarla, ma il suo piano viene sventato da Ichi, Desscaras e Togeice. Si è subito interessato a Ichi dopo che questi ha espresso il suo desiderio di cacciarlo e lo ha ferito. Conosce Uroro, e quest'ultimo è così diffidente nei suoi confronti che ha trascorso anni a nascondersi per evitare di essere scoperto da lui. Jikishirone profetizzò che avrebbe distrutto il mondo, ma Ichi avrebbe potuto impedirlo, impossessandosi di lui a costo della propria vita.
Uruwashi (氷鮫?)
Classificata come Hisame Majik (氷鮫の魔法?, Hisame no Mahō), è una Majik di ghiaccio e la terza Majik acquisita da Ichi. Ha l'aspetto di uno squalo con un diadema. Ha terrorizzato un villaggio nel bosco di Thazan, congelando gli abitanti nella sua scultura di ghiaccio personale. La sua prova di acquisizione richiede che qualcuno la renda favolosa, cosa che Ichi è riuscito a fare tagliando il suo corpo e decorandolo come un sashimi.
Macilvaine (マシルヴェイン?, Mashiruvein)
Classificato come Kindake Majik (菌茸の魔法?, Kindake no Mahō), è un Majik fungo che ha causato il caos nella foresta vicino alla città di Hoitaka. Sebbene non provi risentimento verso gli umani, è stato classificato come nemico degli umani per aver fatto apparire funghi giganti e diffuso spore che avrebbero travolto la città se lasciato in pace. Di conseguenza, è diventato il bersaglio del Team Desscaras e del Team Togeice nella loro resa dei conti. La sua prova di acquisizione richiede che qualcuno ne tagli il gambo e lo raccolga mentre scappa. Togeice lo ha acquisito dopo che Ichi è stato distratto dall'apparizione del Majik che odia il mondo.
Ariadne (アリアドネ?, Ariadone)
Classificato come Origumo Majik (檻蜘蛛の魔法?, Origumo no Mahō), questo è un Majik simile a un ragno che costruisce gabbie resistenti con la sua seta per imprigionare le sue prede finché non è pronto a mangiarle. La sua prova consiste nel distruggere la gabbia e nel tagliare il corno sulla sua testa. Divenne il bersaglio di Gokuraku e subì torture durante i ripetuti tentativi falliti di Gokuraku di catturarlo, finché Ichi non superò la prova.
Bakugami (バクガミ?)Noto anche come Majik del Gioioso Dolore, è un majik che assorbe la tristezza umana per concentrarla e restituirla in seguito, spingendoli alla disperazione suicida. È stato scambiato per un benevolo majik dormiente, ed è venerato come una divinità nel paese di Bakugami. In pubblico, assume la forma di un tapiro, ma la sua vera forma è nascosta nella sua forma di tapiro. Dieci anni prima della storia, si è avvicinato a Richia, la principessa di un paese chiamato Kagami, e ha portato via la sua tristezza, spingendo la gente ad adorarlo come una divinità benevola che dona loro la felicità, e a rinominare il paese Bakugami in suo onore. A causa del suo status di dio vivente, chiunque intenda danneggiarlo o impossessarsene viene condannato a morte. All'insaputa dei cittadini, Bakugami nutre un'ammirazione fanatica e contorta per l'Odiatore del Mondo, considerandolo il dio della distruzione. Intende distruggere l'intero paese restituendogli la tristezza che ha assorbito e accumulato nell'ultimo decennio, nella speranza che possa compiacerlo. La sua prova consiste nel far sì che una persona assorba tutta la tristezza che ha accumulato e la sopporti, e ha il diritto di scegliere chi sarà lo sfidante.

## Pubblicazione
L'opera ha iniziato la serializzazione sulla rivista Weekly Shōnen Jump nel numero 41 del 2024, uscito in Giappone il 9 settembre dello stesso anno. I capitoli vengono raccolti in volumi tankōbon a partire dal 4 gennaio 2025. Al 4 agosto 2025 i volumi totali ammontano a 4.

### Volumi
| 1 | 4 gennaio 2025 | ISBN 978-4-08-884402-2 |
| 1 | Capitoli - 1. (イチ?, Ichi) - 2. (ウロロの魔法?, Uroro no mahō) - 3. (雷狐の魔法?, Raiko no mahō) - 4. (首都ナタリー?, Shuto Natalī) - 5. (分析の魔女シラベドンナ?, Bunseki no majo Shirabedonna) - 6. (デスカラス班?, Desukarasu han) - 7. (氷鮫の魔法①?, Hisame no mahō 1) |                        |
| 1 | Trama Ichi è un ragazzo selvaggio che vive sul Monte dei Druidi da quando aveva sei anni e segue un codice di "morte per morte", cacciando solo animali che uccidono gli umani. Quando Desscaras, la Strega degli Abissi, arriva sul monte per catturare Uroro, il potente Majik dell'Amplificazione, Ichi invece riesce a superare la prova, diventando il primo stregone maschio. Il potere di ultra-amplificazione di Uroro ha un prezzo: ogni volta che Ichi lancia un incantesimo, dorme per tre giorni per riprendersi. Sulla via del ritorno all'Associazione delle Streghe di Mantinel nella capitale Natali, Ichi e Desscaras catturano Inazuri, un Majik del fulmine, e aiutano la strega cadetta Kumugi con le sue consegne. Dopo aver superato una prova somministrata da Shirabedonna, la Strega Analitica, a Kumugi viene assegnato il compito di sorvegliare Ichi e registrare le sue azioni; Il trio forma una squadra che caccia Majik anti-umani e si dirige al villaggio Jauz a Thazanwood per catturare Uruwashi, un Majik del ghiaccio. |                        |
| 2 | 4 marzo 2025 | ISBN 978-4-08-884417-6 |
| 2 | Capitoli - 8. (氷鮫の魔法②?, Hisame no mahō 2) - 9. (氷鮫の魔法③?, Hisame no mahō 3) - 10. (氷鮫の魔法④?, Hisame no mahō 4) - 11. (魔女会議?, Majo kaigi) - 12. ((菌茸の魔法?, Kindake no mahō) - 13. (銀雪の魔女?, Ginsetsu no majo) - 14. (????) - 15. (最大級魔法警報?, Saidaikyō mahō keihō) - 16. (反世界の魔法?, Han sekai no mahō) |                        |
| 2 | Trama Uruwashi lancia una sfida insolita per ottenere un look favoloso. Dopo il fallimento di Desscaras e Kumugi, Ichi salta dentro Uruwashi e inizia a sfilettarlo, usando le tecniche apprese da Minakata per presentare Uruwashi, simile a uno squalo, come uno squisito sashimi. Riesce e libera gli abitanti del villaggio. Monigold, la Strega Aurea, convoca una conferenza per discutere di Ichi; Shirabedonna propone di annunciarlo al mondo, ma Chikutoge Togeice, la Strega della Neve Argentea, si oppone, sostenendo che ha bisogno di anni di ulteriore istruzione. Per risolvere la disputa, Togeice propone una gara con Ichi a Hoitaka per vedere chi per primo riuscirà ad acquisire Macilvaine, un fungo Majik; la prova richiede che i concorrenti ne recidano il gambo e lo raccolgano. Togeice inizia per prima, usando il suo caratteristico stile dignitoso per congelare tutti i funghi; Ichi insegue Macilvaine senza sosta. Mentre Kumugi attira Macilvaine, Ichi sta per completare la prova, ma cambia bruscamente bersaglio e si rivolge a al Majik che odia il mondo, dando la vittoria a Togeice. Il Consiglio delle Streghe dichiara lo stato di emergenza; invece di sentirsi intimidito, Ichi è euforico. |                        |
| 3 | 4 giugno 2025 | ISBN 978-4-08-884580-7 |
| 3 | Capitoli - 17. (身の程知らず?, Mi no hodo shirazu) - 18. (深淵の魔女 デスカラス?, Shin'en no majo Desukarasu) - 19. (魔法心円?, Mahō kokoro en) - 20. (予言の魔女?, Yogen no majo) - 21. (生き方?, Ikikata) - 22. (師弟血判状?, Shitei keppan-jō) - 23. (苛虐のゴクラク?, Kagyaku no Gokuraku) - 24. (魔男とゴクラク?, Ma otoko to gokuraku) - 25. (幸福の国?, Kōfuku no kuni) |                        |
| 3 | Trama Dopo che Ichi ferma l'avanzata dell'Odiatore del Mondo con un attacco di ghiaccio amplificato, Desscaras e Togeice combattono contro il majik, che si ritira senza rivelare la sua prova. Jikishirone, la Strega Oracolo, profetizza che Ichi sconfiggerà il majik sacrificando la propria vita. Monigold ordina che la profezia venga tenuta segreta; Desscaras si ricorda di suo fratello minore Libro, vittima dell'odiatore del mondo, e stipula un contratto di sangue mentore-allievo con Ichi per renderli una famiglia. Ichi è commosso all'idea di unirsi a una famiglia, ma le altre streghe capiscono che anche Desscaras è condannata se Ichi muore; giura di addestrare Ichi a sopravvivere all'Odiatore del Mondo. La squadra si reca a Bakugami per sfidare il majik Origumo, ma un uomo chiamato Gokuraku il Brutalizzatore sta già tormentando il ragno Majik. Quando Ichi completa la sfida di Origumo, Gokuraku lo rapisce e gli chiede come faccia anche lui a essere uno stregone maschio. Ichi lo presenta a Uroro, che ordina a Gokuraku di uccidere Ichi, che sta dormendo, ma il palese tentativo di tradimento fallisce. Desscaras e Kumugi arrivano a Bakugami, dove incontrano l'omonimo Majik del sonno che i locali adorano come una divinità; Gokuraku dice a Ichi che Bakugami è un parassita e si preparano a catturarlo. |                        |
| 4 | 4 agosto 2025 | ISBN 978-4-08-884611-8 |
| 4 | Capitoli - 26. (バクガミ様?, Bakugami-sama) - 27. (指名手配犯?, Shimei tehaihan) - 28. (知らない感情?, Shiranai kanjō) - 29. (作戦開始?, Sakusen kaishi) - 30. (告げる未来?, Tsugeru mirai) - 31. (挑戦者?, Chōsen-sha) - 32. (イケニエ?, Ikenie) - 33. (一蓮托生?, Ichiren takushō) - 34. (見えない檻?, Mienai ori) |                        |
| 4 | Trama Dieci anni prima degli eventi correnti, la principessa Richia di Kagami scoprì che Bakugami elimina la tristezza e il paese cambiò nome in onore della sua più grande attrazione. Nel presente, Gokuraku e Ichi attaccano il Majik e il paese, indignato, ingaggia Desscaras per catturarli. Richia, la sorella maggiore di Gokuraku, è felicissima che Gokuraku e Ichi siano amici; li invita al decimo anniversario di Bakugami, dimenticando che si tratta dell'anniversario della morte della madre. Un flashback mostra come Gokuraku sia stato esiliato per aver sfidato Bakugami, e, di conseguenza, ha giurato di restituire le emozioni alla sorella; Ichi lo aiuta creando una distrazione e Desscaras, aiutando segretamente Ichi, estrae e interroga Bakugami, il Majik della "gioiosa tristezza" che concentra e restituisce la tristezza, spingendo le vittime alla depressione suicida. Per onorare l'Odiatore del Mondo, vuole restituire il decennio di tristezza estratta; La sua prova consiste nel far sopportare a una sola persona tutti i dolori concentrati; Gokuraku si offre volontario per affrontare la prova al posto di Richia e Bakugami lo fa impazzire di rabbia provocandolo con una visione di Richia che si assume la colpa per aver scoperto e accolto Bakugami. Inoltre, la prova richiede che Ichi venga incatenato a Gokuraku, che conserva sufficiente sanità mentale per avvertire Ichi di evitare di colpire i suoi punti critici. Vedendo gli attacchi e le finte di Ichi, Bakugami crede di torturare Gokuraku, ma Ichi usa Arianna per imprigionare Gokuraku con spessi fili di ragnatela, trattenendolo fisicamente mentre continua a lottare mentalmente. |                        |
| 5 | 3 ottobre 2025 | ISBN 978-4-08-884695-8 |

### Capitoli non ancora in formatotankōbon
Questa lista è suscettibile di variazioni e potrebbe essere incompleta o non aggiornata.

- 35.  (贖罪?, Shokuzai)
- 36.  (杭?, Kui)
- 37.  (キミがいたから?, Kimi ga itakara)
- 38.  (わたしを抱き締めて?, Watashi o dakishimete)
- 39.  (取り戻した感情?, Torimodoshita kanjō)
- 40.  (継承?, Keishō)
- 41.  (キミのために?, Kimi no tame ni)
- 42.  (自覚せよ?, Jikaku seyo)
- 43.  (豊作?, Hōsaku)
- 44.  (おくりもの?, Okuri mono)
- 45.  (見かけによらず?, Mikake ni yorazu)
- 46.  (大事な思い出?, Daijina omoide)

## Accoglienza
La serie è stata raccomandata da Kōhei Horikoshi, autore di My Hero Academia, nel primo volume della serie, e da Katsura Hoshino, autrice di D.Gray-man, nel terzo volume.
A marzo 2025, la serie conta 300.000 copie in circolazione.
Nick Valdez di ComicBook.com ha descritto il primo capitolo di Madan no Ichi come "il più forte che la rivista abbia visto dai tempi di Kagurabachi" e ha affermato che "potrebbe essere la prossima grande serie". Joshua Fox di Screen Rant ha elogiato il world building, i disegni e il protagonista della storia.